# توجيه بالأشعة تحت الحمراء

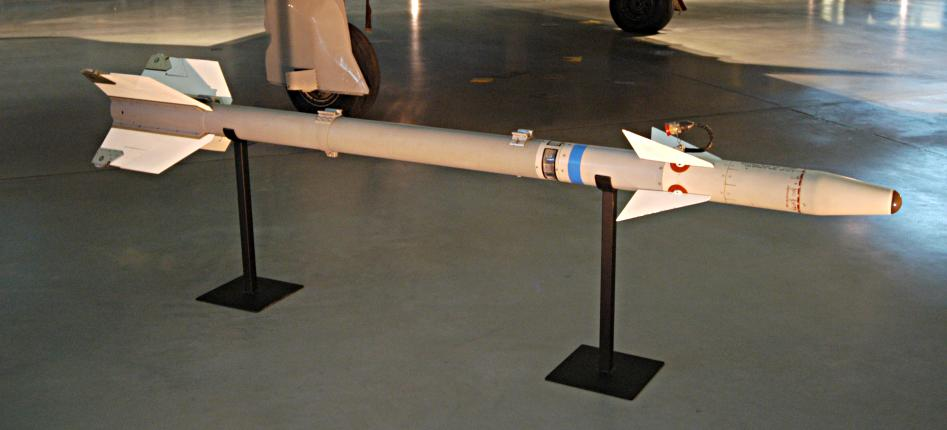
أحد أشهر الصواريخ جو-جو على الإطلاق الموجهة بالحرارة هو الصاروخ إيه آي إم-9 سايدويندر الأمريكي

التوجيه بالأشعة تحت الحمراء هو أحد طرق توجيه الصواريخ. يطلق على الصواريخ التي تستخدم هذه الطريقة في توجيهها أحيانا صواريخ حرارية.
نظام توجيه الصواريخ الموجهة بالأشعة تحت الحمراء هو نظام توجيه سلبي حيث يستخدم الانبعاثات الكهرومغناطيسية في منطقة الأشعة تحت الحمراء من الطيف التي يصدرها الهدف ليتبعها. أطلق على الصواريخ التي تستخدم هذه الطريقة صواريخ حرارية لأن الأشعة تحت الحمراء تقع في المنطقة أسفل الطيف المرئي للضوء مباشرة في التردد وتشعها الأجسام الساخنة. العديد من الأجسام مثل البشر ومحركات الطائرات ومحركات المركبات تصدر هذه الحرارة ويظهر هذا بوضوح في منطقة الأشعة تحت الحمراء حيث تكون الحرارة مضيئة جدا مقارنة بالمناطق الأكثر برودة.

## حساسات الأشعة تحت الحمراء
توجد ثلاث مواد رئيسية تستخدم في حساسات الأشعة تحت الحمراء: «ثاني كبريتيت الرصاص» ويتكون من الرصاص والكبريت ويعد أحد أقدم وأشهر المواد المستخدمة، «إنديوم أنتيمونايد» وهو معدن يتكون من الإنديوم والأنتيومونيا، «ميركاد تيلوريد» ويدخل فيه تيلوريد كادميوم وتيلوريد زئبق. كانت الحساسات القديمة تستخدم ثاني كبريتيت الرصاص أما الأنواع الأحدث فتستخدم المادتين الأخرتين. تعمل كل الحساسات بشكل أفضل عندما تبرد وتستطيع في هذه الحالة رصد الأجسام الأبرد.
الحساسات الأولى كانت أكثر فعالية في التقاط اشعاعات الأشعة تحت الحمراء ذات الموجات القصيرة، مثل انبعاثات ثاني أكسيد الكربون من محرك الطائرة النفاث (4.2 ميكرومتر). يطلق الآن على هذا النوع من الحساسات «أحادية اللون» وكانت أكثر حساسية ما بين 3 إلى 5 ميكرومتر. الحساسات الحديثة تعمل في الموجات من 8 إلى 13 ميكرومتر ويطلق عليها «ثنائية اللون». الحساسات ثنائية اللون أصعب من احادية اللون في أن تضل أو تتشتت عن هدفها بالوسائل الدفاعية للطائرة.

## طرق وأنماط البحث
يحدد قدرة الصاروخ على التعرف على وسائل الخداع وتفاديها طريقة بحثه عن الهدف. استخدمت الصواريخ الأولى طريقة مسح محوري بينما تستخدم الصواريخ الحديثة طريقة مسح مخروطية وهي طريقة تعطي الصاروخ قدرة أفضل على التعرف على الإشراك وحساسية أفضل بشكل عام في اقتفاء أثر الأهداف بعيدة المدى. كما استخدمت بعض الأنواع ما يسمى بالبحث «الوردي» (أي على شكل وردة).
تستخدم الصواريخ الحديثة جدا (أخر الطرازات) تقنية خاصة وهي أن الصاروخ «يرى» الأشعة تحت الحمراء وهي تقنية صعبة ولكنها أكثر دقة وأصعب أن يخدع فيها الصاروخ. فبالإضافة إلى كون الصواريخ التي تستخدم هذه التقنية من الصعب أن تتجه للرقائق الحرارية التي تطلقها الطائرة، فإنها أكثر قدرة أيضا على تجنب الوقوع في فخ شائع وهو أن «يغلق» الصاروخ على الشمس بدلا من الطائرة.